# Buket Panjang II
Buket Panjang II is een bestuurslaag in het regentschap Aceh Tamiang van de provincie Atjeh, Indonesië. Buket Panjang II telt 789 inwoners (volkstelling 2010).